# Martin Luther King
Martin Luther King, Jr. (født 15. januar 1929, død 4. april 1968) var en amerikansk baptistpræst, som i årene fra 1956 til 1968 var frontfigur i den amerikanske borgerrettighedsbevægelse. Med sin kristne baggrund, filosofien om civil ulydighed og inspireret af Gandhis ikkevolds-politik, stod King i spidsen for en række demonstrationer og aktioner, der satte fokus på raceadskillelse, økonomisk og social ulighed, og sorte amerikaneres manglende borgerrettigheder i forhold til hvide.
King gjorde sig først bemærket i offentligheden med busboykotten i Montgomery i 1955-56, der begyndte, da Rosa Parks nægtede at afgive sin siddeplads til en hvid mand. Senere var han med til at grundlægge Southern Christian Leadership Conference, et samarbejde der skulle organisere borgerrettighedsaktivismen. Efter en mislykket aktion mod raceadskillelse i Albany, Georgia i 1962 havde bevægelsen større succes med sin protestdemonstration i Birmingham, Alabama i 1963, samt den store demonstration samme år i Washington, hvor King holdt sin berømte tale I Have a Dream.
I 1964 modtog King Nobels fredspris for sin kamp mod raceadskillelse vha. ikke-voldelige metoder. I 1965 var han med til at organisere marchen fra Selma til Montgomery i Alabama, og året efter var han med til at rette borgerretsbevægelsens fokus mod nord til Chicago, hvor man protesterede mod raceadskillelse på boligområdet. I sine sidste år udvidede han sit virkefelt til også at gælde kampen mod fattigdom generelt, samt modstand mod Vietnamkrigen, hvilket fik en del af hans støtter til at falde fra. 
Under et besøg i april 1968 i Memphis, Tennessee for at hjælpe byens sorte renovationsarbejdere i deres kamp for bedre arbejdsvilkår, blev King dræbt af skud, mens han stod på sit hotelværelses altan. Drabet udløste omfattende optøjer i mange amerikanske byer. Det lykkedes gerningsmanden James Earl Ray at flygte fra USA, men han blev senere anholdt i Heathrow lufthavn og idømt 99 års fængsel.
King og borgerrettighedsbevægelsen var med til at presse præsident Lyndon Johnson til lovgivning mod racebaseret diskrimination samt lovgivning om afroamerikanske borgeres stemmeret. Posthumt blev King tildelt Presidential Medal of Freedom og Kongressens guldmedalje. King anses stadig i dag som en af USA's største intellektuelle og er den eneste amerikanske ikke-præsident, hvis fødselsdag hvert år fejres som national helligdag, Martin Luther King-dag, som blev indført over hele USA i 1986. Mere end 1.000 gader over hele verden er opkaldt efter ham.

## Unge år
King blev født i Atlanta, Georgia som søn af pastor Michael Luther King, Senior og Alberta Williams King. Han blev døbt Michael King, men i forbindelse med en rejse til Tyskland i 1934, ændrede faderen både sit eget og sønnens fornavn til Martin og hævdede senere, at navnet Michael var en skrivefejl. King havde en ældre søster, Willie Christine King, og en yngre bror, Alfred Daniel Williams King. King sang med sit kirkekor, da filmen Borte med Blæsten i 1939 havde premiere i Atlanta.
King var i begyndelsen skeptisk over for mange af kristendommens påstande. Mest påfaldende var måske hans afvisning som 13-årig søndagsskoleelev af Jesu opstandelse. Her, har han udtalt, begyndte han at tvivle, men konkluderede senere, at Bibelen har "mange grundlæggende sandheder, som man ikke kan undslippe", hvorpå han besluttede at læse til præst.
King voksede op i Atlanta og gik på Booker T. Washington High School. Som en tidligt moden elev sprang han to klasser over og begyndte som bare 15-årig på Morehouse College, det eneste universitet i sydstaterne som optog afroamerikanere. I 1948 tog han eksamen ved Morehouse med en grad i sociologi og begyndte derefter på skolen Crozers Theological Seminar i byen Chester i Pennsylvania hvor han blev cand. theol. i 1951. King giftede sig 18. juni 1953 med Coretta Scott, på plænen udenfor hendes forældres hus i Heiberger i Alabama. Parret fik fire børn.
I 1954 blev King, der dengang kun var 25 år, ansat som præst ved baptistkirken på Dexter Avenue i Montgomery i Alabama. Han begyndte derefter arbejdet med sin ph.d. i systematisk teologi ved Boston University og opnåede ph.d.-graden den 5. juni 1955 med afhandlingen A Comparison of the Conceptions of God in the Thinking of Paul Tillich and Henry Nelson Wieman. I 1980'erne fastslog en undersøgelse, at dele af afhandlingen var plagieret, og at han havde handlet upassende, men at afhandlingen alligevel "var et intelligent bidrag til forskningen".

## Busboykotten i Montgomery
Busboykotten i Montgomery var en koordineret boykot af de offentlige busser i byen Montgomery i Alabama, USA, der startede i december i 1955 og blev afsluttet over et år senere. Boykotten gjorde oprør mod raceadskillelsen i bussystemet, hvor hvide og sorte borgere ikke måtte sidde sammen, og hvor hvide bedre behandlet end deres sorte medborgere. Boykotten,der blev anført af den lokale borgerrettighedsforkæmper og fagforeningsmand E.D. Nixon og King, var en skelsættende begivenhed i den amerikanske borgerrettighedsbevægelses historie. Det hele startede d. 1. december 1955, da Rosa Parks, en sort amerikansk kvinde, blev anholdt for ikke at ville afgive sin plads til en hvid person, selvom buschaufføren sagde, at det skulle hun. Derfor endte Parks med at blive anholdt, hvorpå en gruppe fremtrædende sorte borgere i Montgomery besluttede sig for at protestere mod denne forskelsbehandling. De arrangerede derfor en boykot af busvæsenet, der ramte busselskabet hårdt, fordi det store flertal af passagererne var sorte. Der var så stor modstand mod boykotten, at Kings hus blev udsat for et bombeattentat. I første omgang var planen, at boykotten kun skulle vare en enkelt dag; men boykotten endte først d. 20. december 1956 - over et år senere, da retssagen Browder mod Gayle endte med en dom, som ophævede raceadskillelsen i alle offentlige busser i Montgomery.

## Southern Christian Leadership Conference
I 1957 grundlagde King sammen med Ralph Abernathy og andre borgerretsaktivister Southern Christian Leadership Conference (SCLC), en organisation som kom til at fungere som moralsk og logistisk samlingspunkt i de sorte kirkesamfunds arbejde med ikkevoldelige protester i kampen for borgerretsreformer. King ledede SCLC frem til sin død.
Den 20. september 1958 blev King, mens han signerede sin bog Stride Toward Freedom i en boghandel i Harlem, dolket i brystet med en brevåbner af Izola Curry, en sindsforvirret sort kvinde, og undslap kun med nød og næppe døden.
Gandhis ikkevolds-teknikker viste sig nyttige i Kings kampagne for at ændre delstaten Alabamas racediskriminerende lovgivning, og King benyttede ikkevolds-filosofien til alle de protestaktioner som planlagdes af SCLC. I 1959 skrev han en lille bog med titlen The Measure of A Man, bl.a. med prædikenerne What is Man? og The Dimensions of a Complete Life. Bogen var et forsøg på at skitsere en optimal politisk, social og økonomisk samfundsstruktur, som dels understregede menneskets behov for Guds kærlighed, dels kritiserede den vestlige verdens racisme. Hans sekretær og personlige assistent i denne perioden var Dora McDonald.
I efteråret 1963 begyndte FBI efter skriftlig ordre fra justitsminister Robert F. Kennedy at aflytte Kings telefon. Man var bange for, at hvis det blev offentlig kendt, at der muligvis var kommunister i SCLC, ville dette kunne afspore Kennedy-regeringens initiativer inden for borgerrettighedslovgivning. Kennedy rådede King til at bryde forbindelsen med de mistænkte og følte sig senere tvunget til at give FBI lov til at aflytte King og andre ledere i Southern Christian Leadership Conference. FBI-chefen J. Edgar Hoover frygtede at kommunister forsøgte at infiltrere borgerretsbevægelsen, men ikke kunne bevise det. I stedet benyttede FBI over de næste fem år telefonaflytningerne til at forsøge at presse King væk som leder af bevægelsen, gennem COINTELPRO-programmet.
King troede på, at organiserede, ikke-voldelige protester og civil ulydighed over for den udbredte raceadskillelse i sydstaterne, de såkaldte Jim Crow-love, ville føre til omfattende mediedækning af afroamerikanernes kamp for etnisk lighed og stemmeret. Journalisternes dækning og fjernsynets billeder af de daglige afsavn og krænkelser, som sydstaternes sorte var udsat for, af vold og chikane fra racister og tilhængere af raceadskillelse, førte faktisk til en bølge af sympati i den amerikanske offentlighed, og de fleste amerikanere mente, at borgerretsbevægelsen var det vigtigste emne i amerikansk politik i de tidlige 1960-ere.
King organiserede og ledede politiske marcher og demonstrationer for sortes ret til at stemme, ophævelse af raceskel, ret til arbejde og andre grundlæggende borgerrettigheder. De fleste af disse rettigheder blev indført i amerikansk lovgivning, gennem vedtagelsen af Civil Rights Act i 1964 og Voting Rights Act i 1965.
King og SCLC, som praktiserede en venstreorienteret kristendom, brugte med stor succes den ikkevoldelige taktik, idet man gik strategisk til værks i udvælgelsen af protestmetoder og steder hvor aktioner blev gennemført. Under aktionerne mod myndigheder og tilhængere af raceskel opstod der ofte dramatiske situationer, som nogle gange udviklede sig voldeligt.

### Albany-bevægelsen
Albany-bevægelsen var en sammenslutning, som fra november 1961 kæmpede for ophævelse af raceskel i Albany i delstaten Georgia. I december blev King og SCLC involveret. Bevægelsen mobiliserede tusindvis af borgere i et bredt, ikkevoldeligt angreb på enhver form for raceskel i byen, og man fik opmærksomhed fra hele USA. Da King først gang besøgte byen 15. december 1961 havde han "planlagt at blive en dag eller to og tage hjem efter at have givet gode råd". Men dagen efter blev han sammen med en gruppe fredelige demonstranter arresteret, hvorpå han nægtede at lade sig løslade mod kaution førend bystyret gik med til indrømmelser. Men ifølge King brød bystyret aftalen, da han forlod byen.
King vendte tilbage til byen i juli 1962, hvor han på ny blev anholdt og idømt 45 dages fængsel eller en bøde på 178 dollar. Han valgte fængslet. Efter tre dage i fængslet sørgede Albanys politimester Laurie Pritchett diskret for, at bøden blev betalt, hvorefter King blev løsladt. King beskrev senere optrinnet med ordene "Vi havde været vidne til at folk blev sparket ned af restaurantstole [...] smidt ud af kirker [...] og kastet i fængsel [...] Men for første gang oplevede vi at blive smidt ud af fængslet."
Efter knap et års tid med intens aktivisme, men få konkrete resultater, begyndte borgerretsbevægelsen at svækkes. King anmodede om en pause i demonstrationerne og en "dag med bodsøvelse", for at fremme ikkevold og styrke bevægelsen moralsk. Han anså uenigheder mellem sorte grupperinger, især mellem SCLC og SNCC, var, sammen med lokalmyndighedernes udspekulerede håndtering af protesterne, som udslagsgivende for den manglende succes. Begivenhederne i Albany skulle imidlertid blive en vigtig taktisk lektion for borgerretsbevægelsen. I sin selvbiografi omtalte King nederlaget i Albany sådan: "Den fejltagelse jeg gjorde der, var at protestere mod raceskel generelt, fremfor mod en konkret form for raceskel. Vore protester var så vage, at vi ingenting fik ud af det, og folk stod meget deprimerede og fortvivlede tilbage."

### Birmingham-kampagnen
Jeg er nærmest nået til den beklagelige konklusion, at negerens største forhindring i hans kamp for frihed hverken er [de racistiske organisationer] White Citizen’s Council eller Ku Klux Klan, men de moderate hvide, som går mere op i ro og orden end i retfærdighed; som foretrækker den negative fred, nemlig fraværet af spændinger, frem for den positive fred, nemlig tilstedeværelsen af retfærdighed; som altid siger: "Jeg går også ind for dit mål, men jeg går ikke ind for dine metoder"; som faderligt tror han kan udfærdige køreplanen for en anden mands frihed; som har en virkelighedsfjern tidsopfattelse og hele tiden råder negeren til at vente på en "mere passende lejlighed".
I april 1963 startede SCLC en kampagne mod raceskel og økonomisk uretfærdighed i Birmingham i Alabama. Kampagnen var ikkevoldelig, men bevidst konfronterende, en taktik delvist udviklet af præsten Wyatt Tee Walker. Afroamerikanere i Birmingham besatte og blokerede i samarbejde med SCLC offentlige steder med demonstrationstog og sit-ins, og brød hermed åbent den lovgivning, de fandt uretfærdig.
Kings hensigt var nu at fremprovokere massearrestationer og "skabe en så kritisk situation, at det uundgåeligt ville åbne dørene til forhandlinger." Imidlertid lykkedes det ikke i første omgang for kampagnens frivillige at lukke byen ned eller tiltrække sig mediernes opmærksomhed overfor politiets fremfærd. Kings usikkerhed fik SCLCs strateg James Bevel til ændre kurs for kampagnen, ved at rekruttere børn og teenagere til demonstrationstogene. Newsweek kaldte denne strategi for et "børnekorstog".
Under protesterne benyttede Birminghams politi, ledet af Eugene "Bull" Connor, højtryksvandkanoner og politihunde mod demonstranterne, også mod børnene. Fjernsynsreportager med billeder af politiets brutale fremfærd blev vist over hele USA, hvor de tiltrak sig stor opmærksomhed, chokerede mange hvide amerikanere og styrkede de sorte borgerretsorganisationer. Ikke alle demonstranterne var fredelige, til trods for SCLC's intentioner. I en del tilfælde angreb tilskuere politiet, som svarede igen med vold. King og SCLC blev kritiseret for at udsætte børn for fare. Men kampagnen blev en succes. Politimester Connor mistede sit job, og Jim Crow-skiltene (med tekster som Colored waiting room, Colored seated in rear eller No dogs, negros or mexicans) blev fjernet fra det offentlige rum, som blev mere tilgængeligt for sorte. Kings omdømme blev stærkt forbedret.
Tidligt i kampagnen blev King arresteret og fængslet, hvilket var hans 13. arrestation ud af i alt 29. Fra sin fængselscelle skrev han det nu berømte «Brev fra fængslet i Birmingham», som var et svar på en lokal appel til kampagnen om at holde sig til lovlige virkemidler for at opnå sociale forandringer. King argumenterede, at den racistiske krise var for presserende og det juridiske system for grundfæstet: "Vi ved af smertefuld erfaring, at frihed aldrig frivilligt gives af undertrykkerne, den må forlanges af de undertrykte." Han påpegede, at teselskabet i Boston, et berømt stykke amerikansk historie, var et eksempel på ulovlig civil ulydighed, mens omvendt "alt det, Adolf Hitler gjorde i Tyskland, var "lovligt"." King udtrykte også sin frustration over hvide moderate og gejstliges altfor forsigtige modstand mod et uretfærdigt system (se citatboks).

### St. Augustine, Florida
King og SCLC var, sammen med en mere rabiat aktivistgruppe ledet af Robert Hayling, drivkraften bag en række omfattende demonstrationer, som fra marts 1964 fandt sted i St. Augustine i Florida. I juni gik bevægelsen om natten i demonstration gennem byen, hvor de ofte blev overfaldet af hvide racister. Hundredvis af demonstranter blev arresteret og fængslet.

### Selma, Alabama
I december 1964 gik King og SCLC sammen med den ikkevoldelige studenterorganisation SNCC i Selma i Alabama, hvor SNCC gennem flere måneder havde agiteret for sortes ret til at stemme. En lokal dommer udstedte et forbud mod enhver forsamling på tre eller flere mennesker som var tilknyttet SNCC, SCLC, DCVL eller 41 andre navngivne borgerretsforkæmpere. Dette forbud bremsede midlertidigt aktiviteterne, indtil King trodsede det ved at holde en tale i kirken Brown Chapel den 2. januar 1965.

## Marchen mod Washington, 1963
SCLC, hvor King var formand, var en af seks store amerikanske borgerretsorganiationer, kendt som Big Six, som i sommeren 1963 gik sammen om at arrangere den kæmpemæssige demonstration March on Washington for Jobs and Freedom, som fandt sted 28. august. Foruden Kings SCLC var det Roy Wilkins fra National Association for the Advancement of Colored People (NAACP), Whitney Young fra National Urban League (NUL, borgerretsorganisation grundlagt i New York i 1910), A. Philip Randolph fra Brotherhood of Sleeping Car Porters (BSCP, fagforening grundlagt i 1925 for de mange sorte assistenter på sovevogne fra firmaet Pullman), John Lewis fra føromtalte SNCC, og endelig James L. Farmer fra Congress of Racial Equality (CORE, som blev grundlagt i 1942 og fra slutningen af 1940'erne gennemførte en række aktioner med civil ulydighed, senere kendt som freedom rides, hvor sorte og hvide mod reglerne kørte sammen på langdistance-busruter).
Det var Kings kollega Bayard Rustin, som fungerede som demonstrationens hovedorganisator. For King var Rustins rolle kontroversiel, idet King var blandt de nøglepersoner, som havde imødekommet president John F. Kennedys ønske om at ændre demonstrationens program. Kennedy havde i begyndelsen helt modsat sig demonstrationen, da han var overbevist om at den ville gøre det sværere at få vedtaget ændringer i borgerretslovgivningen, men organisatorene var opsat på at gennemføre demonstrationen.
Oprindeligt var demonstrationen tænkt som en begivenhed, som skulle tydeliggøre de desperate forhold for afroamerikanere i sydstaterne, og give borgerretsbevægelserne lejlighed til at udtrykke deres utilfredshed og fremsætte deres krav foran magtens centrum i nationens hovedstad. Man ville fordømme myndighedernes manglende vilje og evne til at håndhæve borgerrettighederne, herunder sikre borgerretsforkæmpernes fysiske sikkerhed, foruden sikkerheden generelt for de sorte i sydstaterne. Imidlertid gav arrangørerne efter for pres fra præsidenten, og demonstrationen blev ikke nær så konfrontatorisk som oprindeligt tænkt. Denne nye, blidere kurs fik en del borgerretsaktivister til at mene, at demonstrationen ville vise en forvansket, friseret udgave af etnisk harmoni. Malcolm X omtalte med foragt demonstrationen som "farce on Washington"; og Nation of Islam forbød sine medlemmer at deltage. 
Demonstrationen kom dog med specifikke krav: afskaffelse af raceadskillelse i skolerne; fornuftige borgerretslove, herunder et forbud mod racediskriminering i ansættelser; beskyttelse af borgerretsaktivister mod politibrutalitet; 2 $ i timen som mindsteløn for alle arbejdere; og selvstyre for delstaten Washington D.C., som på den tid styredes af en kongreskomité.
På trods af uenighederne blev demonstrationen en kæmpesucces. Mere end en kvart million mennesker af forskellig etnisk herkomst deltog i demonstrationen, som strakte sig fra trapperne foran Lincolnmonumentet til parken ved National Mall og hele vejen rundt om det store bassin. Det var den hidtil største protestdemonstration i Washington D.C. King holdt en 17 minutter lang tale, senere kendt som I Have a Dream, hvor han hen mod slutningen afveg fra sit manuskript, muligvis på foranledning af sangeren Mahalia Jackson, som undervejs råbte til ham: "Fortæl dem om drømmen!" King fortsatte herefter:
| Citat | I say to you today, my friends, so even though we face the difficulties of today and tomorrow, I still have a dream. It is a dream deeply rooted in the American dream. I have a dream that one day this nation will rise up and live out the true meaning of its creed: "We hold these truths to be self-evident: that all men are created equal." I have a dream that one day on the red hills of Georgia the sons of former slaves and the sons of former slave owners will be able to sit down together at the table of brotherhood. I have a dream that one day even the state of Mississippi, a state sweltering with the heat of injustice, sweltering with the heat of oppression, will be transformed into an oasis of freedom and justice. I have a dream that my four little children will one day live in a nation where they will not be judged by the color of their skin but by the content of their character. I have a dream today. I have a dream that one day, down in Alabama, with its vicious racists, with its governor having his lips dripping with the words of interposition and nullification; one day right there in Alabama, little black boys and black girls will be able to join hands with little white boys and white girls as sisters and brothers. I have a dream today. | Citat |
|       | |       |

Denne enestående tale anses, sammen med Abraham Lincolns Gettysburg-tale og Franklin D. Roosevelts Skændselstale, for at være de mest skelsættende og betydningsfulde taler i USAs historie.
Demonstrationen, og ikke mindst Kings historiske tale, bidrog til placere borgerrettigheder allerøverst på den venstreorienterede politiske dagsorden i USA, og medvirkede til vedtagelsen af borgerretsloven Civil Rights Act i 1964.

## Nobels fredspris, 1964
14. oktober 1964 blev King tildelt Nobels fredspris, som den yngste fredsprisvinder nogensinde.  Han talte langsomt og med eftertryk under ceremonien i Oslo; ikke en eneste gang smilede han til forsamlingen. Hans kone må have oplevet Oslo som et vendepunkt, for hun begynder sin erindringsbog med fredsprisuddelingen. I Norge, skrev hun, slap de for at være så anspændte. Lige inden afrejsen havde King haft et vanskeligt møde med J. Edgar Hoover, direktør for FBI. Hoover modarbejdede King på alle vis, kaldte ham løgner og beskyldte ham for kommunistsympatier. Da Hoover hørte om fredsprisen, skal han have sagt, at King aldrig skulle have fået den. Men undervejs til Oslo fik King glæden af at holde prædiken i St. Paul-katedralen i London.  Nobelkomitéen havde gjort et valg, der provokerede stærke højrekræfter i USA. Af talen i Oslo fremgik det, at i Kings øjne måtte kampen mod kolonialismen føres videre internt i det USA, der næsten 200 år tidligere blev grundlagt som et oprør mod britisk kolonialisme. Han anvendte overraskende bibelske billeder, om Moses, og at de sorte nu var gået gennem Det røde hav og havde forladt farao. De mange of-konstruktioner i hans sprog var som taget ud af gammeltestamentlige profetbøger: The crooked places of prejudice (fordommenes forkvaklede steder) og the dark mountain of depair (fortvivlelsens mørke bjerg).  Han understregede meget, at dette var en pris ikke til ham specielt, men til hele den samlede borgerrettighedsbevægelse. 
Under sit besøg nåede han at besøge Oslo Baptistkirke, hvor han holdt tale og sang sammen med forsamlingens medlemmer. I forbindelse med overrækkelsen sendte norsk fjernsyn et interview med King, optaget dagen i forvejen. Her citerede King bl.a. den norske forfatter Arnulf Øverland: "The unarmed only / can draw on sources eternal. / The spirit alone gives victory." King fortsatte: "Det lyder som en drøm om en fjern og ukendt fremtid, men livet er ikke værd at leve uden en drøm, og uden at prøve at gøre den drøm til virkelighed."  King afsluttede sit nobelforedrag med ordene: "Jeg har den personlige tro, at menneskeheden på en eller anden måde vil rejse sig og angive nye retningslinjer for en tidsalder, som er på vej mod sin undergang. Til trods for spændingerne og usikkerheden i denne tid, er der ved at ske noget grundlæggende meningsfyldt."

## March mod Montgomery, 1965
I foråret 1965 forsøgte Kings SCLC, tildels i samarbejde med SNCC, i Alabama at arrangere et demonstrationstog fra Selma til delstatshovedstaden Montgomery. Det første forsøg 7. marts 1965 blev afbrudt, da demonstranterne blev overfaldet af både tilskuere og politi, og dagen blev kendt som Bloody Sunday. Den blev et vendepunkt mht offentlighedens støtte til borgerretsbevægelsen, og det indtil da tydeligste eksempel på de dramatiske muligheder i Kings ikkevoldelige strategi. King var dog ikke selv til stede, grundet kirkelige forpligtelser.
På et møde to dage tidligere med repræsentanter for Johnson-regeringen havde King anmodet om, at demonstranterne ikke ville blive retsforfulgt. King fortalte senere, at hvis han havde vidst, politiet ville fare så voldsomt frem mod demonstranterne, ville han have valgt de kirkelige forpligtelser fra og i stedet stillet sig i spidsen for demonstrationen. TV-billeder af politiets brutale fremfærd mod demonstranterne førte til stor harme i den amerikanske offentlighed.
King forsøgte dernæst at organisere en demonstration den 9. marts. SCLC ansøgte forbundsdomstolen om et påbud mod delstaten Alabamas indblanding i demonstrationen. Dette blev afslået, idet dommeren udstedte en ordre om at forhindre demonstrationen, indtil en høring havde fundet sted. Trods afslaget førte King 9. marts demonstranterne frem til Edmund Pettus-broen i Selma. Her holdt han en kort andagt med bøn, hvorefter han bad demonstranterne vende om og gå hver til sit, for ikke at overtræde rettens kendelse. Den uventede afslutning på denne den anden demonstration blev modtaget med overraskelse og vrede blandt mange af de lokale borgerretsforkæmpere. Det lykkedes endelig den 25. marts 1965 at gennemføre demonstrationen som planlagt. Da demonstrationstoget nåede delstatsregeringens bygninger i Montgomery, holdt King den tale som siden blev kendt som «How Long, Not Long».

## Chicago-kampagnen 1966
Efter flere succesrige aktioner i sydstaterne forsøgte King, sammen med andre borgerretsorganisationer, i 1966 at udbrede borgerretsbevægelsen til Nordstatene, med Chicago som første mål. King og Ralph Abernathy, som begge kom fra middelklassen, flyttede ind i en bygning i et af det vestlige Chicagos slumkvarterer, både for at bo hos de fattige og for at vise deres støtte og empati.
Kings SCLC oprettede sammen med de andre organisationer bevægelsen Chicago Freedom Movement, som bl.a. arbejdede for at forbedre de sortes boligforhold, muligheder for uddannelse, transport og job. I løbet af foråret 1966 lod man en række hvide og sorte par, som havde samme indtægt, baggrund, antal børn osv, afprøve ejendomsmæglere og boligkontorer med henblik på at få noget at bo i. Man påviste, at boliganvisning og -salg var præget af racistisk diskrimination.
Bevægelsen gennemførte flere større demonstrationer rundt om i Chicago, bl.a. i Bogan, Belmont Cragin, Jefferson Park, Evergreen Park, Gage Park og Marquette Park.
Abernathy skrev senere, at borgerretsbevægelsen fik en værre modtagelse i Chicago end i Sydstatene. Demonstrationerne, særlig den gennem Marquette Park den 5. august 1966, blev mødt af vrede folkeskarer som kastede med flasker, og optøjer lurede lige om hjørnet. For ikke at kompromittere sin ikkevoldelige metode aftalte King med Chicagos borgmester at aflyse en kommende demonstration. Til trods for at King gennem hele sin tid i borgerretsbevægelsen modtog dødstrusler, og under en demonstration i Chicago blev ramt af en mursten, fortsatte han med at gå forrest i demonstrationstogene.
Da King og hans kolleger i bevægelsen til sidst rejste tilbage til Syden, lod de Jesse Jackson, en ung sort studerende i bevægelsen, blive tilbage i Chicago og lede arbejdet. Jackson fortsatte kampen for borgerrettigheder ved at iværksætte Operation Breadbasket, som var rettet mod supermarkeders forskelsbehandling af sorte.

## Modstand mod Vietnamkrigen
King var imod den amerikanske deltagelse i Vietnamkrigen, men undgik længe at berøre emnet i sine taler, for ikke at skade kampen om borgerrettigheder og belaste forholdet til præsident Johnson ved at kritisere hans udenrigspolitik. I takt med den amerikanske offentligheds mere og mere skeptiske holdning til krigen og på opfordring fra borgerrettighedsaktivisten James Bevel, som var blevet formand for antikrigs-komiteen Spring Mobilization Committee to End the War in Vietnam, besluttede King offentligt at tage afstand fra krigen. I Riverside-kirken i New York holdt King 4. april 1967, nøjagtigt et år før han blev dræbt, en tale med titlen Beyond Vietnam: A Time to Break Silence. Han talte imod USAs rolle i krigen, hævdede at USA var i Vietnam "for at underlægge det som en amerikansk koloni", og beskrev den amerikanske regering som "den største leverandør af vold i verden i dag".  Han forbandt også krigen med økonomisk uretfærdighed og hævdede, at landet behøvede omfattende moralsk forandring:
"Et ægte nybrud af værdier vil snart se med ubehag på de skærende kontraster mellem fattigdom og rigdom. Med retfærdig harme vil man kigge ud i verden og dér se vestlige kapitalister investere kæmpesummer i Asien, Afrika og Sydamerika kun med tanke på profit, og uden at føle noget ansvar for sociale forbedringer i landene, og man vil sige: "Det er ikke retfærdigt."" 
King var også imod Vietnamkrigen, fordi krigen lagde beslag på penge og ressourcer, som i stedet kunne være brugt til social bistand og støtte hjemme i USA. Den amerikanske kongres brugte mere og mere på militæret, og mindre og mindre på programmer rettet mod fattigdom. King sammenfattede dette med ordene: "Et land som år efter år bruger flere penge på sit forsvar end på sociale forbedringer, nærmer sig åndelig død." King hævdede, at Nordvietnam ikke begyndte at engagere sig i krigen for alvor med store mængder forsyninger og tropper, før amerikanske styrker var ankommet til Vietnam i titusindvis. Han beskyldte USA for at have dræbt en million vietnamesere, mest børn. Han kritiserede også USAs modstand mod de nordvietnamesiske landreformer.
Kings modstand mod krigen gik hårdt ud over støtten til ham blandt de hvide, herunder præsident Johnson, prædikanten Billy Graham, samt fagforeningsledere og bladudgivere. "Pressen lægger mig hindringer i vejen," beklagede King sig og hentydede her til det dobbeltmoralske i, at pressen hyldede hans ikkevolds-politik i USA, men tog afstand fra, at han også brugte den til forsvar for "små brune vietnamesiske børn". Life kaldte talen for "demagogisk bagvaskelse, som lød som et manus fra Radio Hanoi," og avisen Washington Post mente at King havde «gjort sig mere ubrugelig for sin sag, sit land, sit folk.» 
Kings Beyond Vietnam-tale afspejler hans efterhånden voksende politiske engagement, som lå på linje med den undervisning og træning som udgik fra det progressive Highlander Research and Education Center i staten Tennessee, hvor King som mange andre borgerrettighedsaktivister var tilknyttet. King begyndte at blive talsmand for behovet for grundlæggende ændringer i USAs politiske og økonomiske forhold. Den sidste tid, han levede, udtrykte King i stigende grad sin modstand mod krigen i Vietnam og sit ønske om en omfordeling af landets ressourcer, så man kunne afskaffe etnisk og økonomisk uretfærdighed. I sine udtalelser vogtede King sig for af sine modstandere at blive sat i bås med kommunister, men privat udtrykte han af og til støtte til demokratisk socialisme. I en bestemt tale sagde han dog at "der er noget galt med kapitalismen" og hævdede at "rigdommene må fordeles mere jævnt, og måske bør Amerika søge hen mod demokratisk socialisme". Da han gik på Morehouse, havde King læst Karl Marx, men selv om han afviste traditionel kapitalisme, afviste han også kommunisme på grund af dens materialistiske historiefortolkning, som benægter religionens betydning, dens "etniske relativisme" og dens "politiske totalitarisme".
I Beyond Vietnam sagde King også, at "sand medlidenhed er mere end at kaste en mønt til en tigger...det er at indse, at en bygning, som frembringer tiggere, trænger til at blive ombygget". King citerede en amerikansk regeringsembedsmand for at udtale, at fra Vietnam til Latin-Amerika var USA "på den forkerte side af en verdensrevolution". King fordømte USAs "alliance med landadelen i Latin-Amerika" og udtalte, at USA hellere burde støtte "de skjorteløse og barfodede folk" i den tredje verden fremfor at undertrykke deres forsøg på revolution.
15. april 1967 talte King i New York ved en antivietnam-demonstration fra Central Park til FN-bygningen, hvor han også kom ind på borgerrettigheder og værnepligt:
"Jeg har ikke talt for en sammenlægning af borgerrettighedsbevægelsen og fredsbevægelsen. Der er folk som indser den moralske nødvendighed af ligestilling, men som endnu ikke har indset den moralske nødvendighed af fællesskab i verden. Jeg ville gerne opleve borgerrettighedsbevægelsens iver også gennemsyre fredsbevægelsen, for at indgyde den større styrke. Og jeg mener, alle har en pligt til at være med i både borgerrettighedsbevægelsen og fredsbevægelsen. Men for de som for tiden kun vælger den ene, vil jeg håbe at de til sidst vil kunne se de moralske rødder som er fælles for begge."
På foranledning af James Bevel blev King endnu mere aktiv i fredsbevægelsen. Selvom han nu offentligt tog mere og mere afstand fra krigen i Vietnam, brød King sig ikke om den hippiekultur, som fredsbevægelsen havde affødt. I sin Massey-forelæsning i 1967 på universitetet i Toronto sagde King bl.a.:
"Hippiernes betydning ligger ikke i deres ukonventionelle opførsel, men i den kendsgerning, at hundretusinder af unge mennesker med deres flugt fra virkeligheden udtrykker dyb skam over det samfund, de er rundet af." 
I 1967 holdt King en anden tale hvor han harcelerede over det som han kaldte den "grusomme ironi", at sorte amerikanere kæmpede og døde for et land som behandlede dem som andenrangsborgere:
"Vi har taget unge sorte mænd, som er blevet forkrøblet af vores samfund, og sendt dem otte tusind miles bort for at forsvare friheder, som de ikke selv har fundet i det sydvestlige Georgia og East Harlem .... Vi er flere gange stødt på den grusomme ironi, når vi på tv-skærmene ser sorte og hvide drenge, mens de dræber og dør sammen for en nation, som ikke har været i stand til at lade dem gå på de samme skoler."
Den 13. januar 1968, dagen efter præsident Johnsons State of the Union-tale (hans sidste inden præsidentvalget senere samme år, som blev vundet af republikaneren Richard Nixon), efterlyste King et stort demonstrationstog til Washington mod "en af historiens mest grusomme og meningsløse krige":
"I dette politiske år må vi gøre det klart for kongresmedlemmer fra begge sider af salen og for præsidenten, at vi ikke længere vil tolerere, at vi ikke længere vil stemme på mænd, som vedbliver med at anse nedslagtningen af vietnamesere og amerikanere som den bedste måde at fremme fred og selvbestemmelse i Sydøstasien."

## Fattigfolkskampagnen i 1968
I 1968 arrangerede King og SCLC Poor People's Campaign (Fattigfolkskampagnen), som rettede opmærksomheden mod økonomisk uretfærdighed. King rejste rundt i hele USA for at samle "en multietnisk hær af fattige" som gik i demonstration til Capitol i Washington for her gennem ikkevoldelig civil ulydighed at få kongressen til at gennemføre lovgivning om økonomiske rettigheder for fattige amerikanere.
Lige før kampagnen udkom Kings sidste bog, Where Do We Go from Here: Chaos or Community?, hvori han anviste måder at bekæmpe social ulighed og fattigdom. Inspireret af Henry Georges bog Fremskridt og fattigdom støttede King idéen om at indføre borgerløn.
King og SCLC opfordrede regeringen til at investere i genopbygning af amerikanske byer. Han mente, kongressen havde udvist fjendtlighed over for de fattige ved beredvilligt og gavmildt at bruge penge på militæret. Han satte dette op mod fattige amerikaneres udsigter og hævdede, at kongressen havde støttet de fattige, som en gnier ville gøre det. Hans vision var ændringer langt mere gennemgribende end blot en reform: han påpegede systematiske mangler som racisme, fattigdom, militarisme og materialisme og slog til lyd for, at problemerne krævede en genopbygning af samfundet som sådan.

### Efter Kings død
Planen om at bygge en skur- eller teltby til demonstranterne i Washington D.C. blev iværksat kort efter mordet på King 4. april. Kritik, der var fremført mod Kings plan, blev meget afdæmpet i dagene efter hans død, og SCLC modtog en overvældende bølge af donationer til kampagnen, der officielt begyndte 2. maj i Memphis på det hotel, hvor King blev myrdet. Tusindvis af demonstranter samledes på National Mall og byggede en by, de kaldte Resurrection City (= Genrejsningsbyen), hvor de opholdt sig i seks uger.

## Attentatet og dets følger
Den 29. marts 1968 tog King til Memphis i Tennessee for at støtte de offentligt ansatte sorte skraldemænd, som siden 12. februar havde strejket for højere løn og bedre arbejdsforhold. Stærkt medvirkende til strejken var en hændelse 1. februar, hvor to sorte skraldemænd blev klemt til døde i en defekt affaldspresse, hvor de havde søgt ly under et regnvejr. En anden dag hvor vejret blev for dårligt til at arbejde og folkene blev sendt hjem, havde en sort ansat ved vejvæsenet fået løn for to timers arbejde, mens hans hvide kolleger fik løn for hele dagen.
Den 3. april holdt King ved et møde i Mason Temple sin tale I've Been to the Mountaintop. Kings flyvetur til Memphis var blevet forsinket på grund af en bombetrussel mod hans fly, og med henvisning til denne trussel afsluttede King sin tale med ordene:
| Citat | And then I got to Memphis. And some began to say the threats, or talk about the threats that were out. What would happen to me from some of our sick white brothers? Well, I don't know what will happen now. We've got some difficult days ahead. But it doesn't matter with me now. Because I've been to the mountaintop. And I don't mind. Like anybody, I would like to live a long life. Longevity has its place. But I'm not concerned about that now. I just want to do God's will. And He's allowed me to go up to the mountain. And I've looked over. And I've seen the promised land. I may not get there with you. But I want you to know tonight, that we, as a people, will get to the promised land. So I'm happy, tonight. I'm not worried about anything. I'm not fearing any man. Mine eyes have seen the glory of the coming of the Lord. | Citat |
|       | |       |

King boede som sædvanlig når han var i Mempis med sit følge på værelse 306 på Lorraine Motel, kendt som King-Abernathy-suiten. Både Jesse Jackson og Ralph Abernathy, Kings nærmeste ven og kollega, var sammen med King da han blev dræbt. Ifølge Jackson var de sidste ord King sagde på altanen hvor han blev skudt henvendt til musikeren Ben Branch, som skulle spille den aften til et møde, hvor også King skulle deltage. King sagde: "Ben, make sure you play Take My Hand, Precious Lord in the meeting tonight. Play it real pretty."
Om eftermiddagen den 4. april 1968 klokken 18:01 blev King ramt af en kugle, mens han stod på altanen til værelse 306. Kuglen trængte gennem hans højre kind, knuste kæben, gik derefter gennem rygsøjlen og standsede i skulderen. Abernathy hørte skuddet inde fra værelset, løb ud på altanen og fandt King på gulvet. Jacksons forklaring om, at han efter drabet havde holdt om Kings hoved, blev betvivlet af de andre tilstedeværende, og Jackson ændrede senere sin forklaring til, at han havde rakt ud efter King.
Etter en nødoperation i brystet på St. Joseph's Hospital blev King officielt erklæret død klokken 19:05. I henhold til Taylor Branchs biografi afslørede Kings obduktion, at selv om han kun var 39 år gammel, havde han et hjerte som en 60-årig, et resultat af 13 års stressende arbejde i borgerretsbevægelsen.

### Begravelse og optøjer
Attentatet førte til en omfattende bølge af optøjer over hele USA, i Washington D.C., Chicago, Baltimore, Louisville, Kansas City, og mange andre byer. Præsidentkandidat Robert F. Kennedy (som selv blev dræbt ved et skudattentat to måneder senere) var på vej til Indianapolis i sin valgkampagne, da han blev informeret om Kings død. Han holdt en kort tale, hvor han fortalte sine tilhængere om tragedien og opfordrede dem til at videreføre Kings ideal om ikkevold. James Farmer og andre borgerrettighedsledere opfordrede også til ikkevoldelige protester,  mens den mere militante Stokely Carmichael krævede mere radikale reaktioner. Bystyret i Memphis sørgede i en fart for at komme de strejkende sorte arbejdere i møde med en aftale om bedre vilkår.
Præsident Lyndon B. Johnson udråbte 7. april til national sørgedag for borgerretslederen. Vicepræsident Hubert Humphrey var til stede ved Kings begravelse, på vegne af præsidenten, da det var frygt for at Johnsons tilstedeværelse ville kunne anspore til protester og måske vold.
Efter ønske fra enken blev Kings sidste prædiken ved Ebenezer Baptist Church afspillet ved begravelsen, en optagelse af hans prædiken «Drum Major» som han holdt den 4. februar 1968. I denne prædiken bad King om at til hans begravelse skulle hans æresbevisninger og priser ikke nævnes, men i stedet hans forsøg på at "brødføde de sultne", "klæde de nøgne", "have ret i spørgsmålet om krigen [i Vietnam]" og "elske og tjene menneskeheden". Kings gode ven Mahalia Jackson sang hans yndlingssalme Take My Hand, Precious Lord ved begravelsen.
To måneder efter Kings død blev den undvegne straffefange James Earl Ray arresteret i Heathrow lufthavn i London, mens han forsøgte at forlade Storbritannien med et falsk canadisk pas med navnet Ramon George Sneyd. Ray ville til til Rhodesia, som dengang havde hvidt styre. Ray blev hurtigt udleveret til Tennessee og anklaget for mordet på Martin Luther King. Han tilstod attentatet den 10. marts 1969, men trak dog tilståelsen tilbage tre dage senere. Efter råd fra sin advokat Percy Foreman erklærede Ray sig skyldig for at undgå en retssag med sandsynlig dødsstraf som udfald. Ray blev idømt 99 års fængsel. Han påstod senere, at han i Montreal havde mødt en mand ved navn Raoul, som havde med mordet at gøre, og at Kings død var resultat af en sammensværgelse. Resten af sit liv prøvede Ray uden held at få den retssag, han ikke fik efter mordet. I 1997 mødtes Kings søn Dexter Scott King med Ray, og han støttede senere offentligt Rays bestræbelser for at få en retssag.
Den 10. juni 1977, kort efter at Ray havde forklaret for en regeringskomité om attentatet, at han ikke havde skudt King, flygtede han sammen med seks andre fanger fra fængslet Brushy Mountain State Penitentiary i Tennessee. De blev taget til fange igen den 13. juni og sendt tilbage. Ray døde i fængsel 70 år gammel i april 1998.

### Påstande om sammensværgelse
Rays advokater opretholdt påstanden om, at han blev gjort til syndebuk for mordet på King, på samme måde som konspirationstilhængere betragtede Lee Harvey Oswald, John F. Kennedys formodede morder. Til støtte for teorien om sammensværgelse er fremført, at Rays tilståelse blev afgivet under tvang og trusler om dødsstraf. Man medgav, at Ray var indbrudstyv, men ikke at han skulle have begået voldsforbrydelser med våben. Dette er dog i modstrid med Rays mange domme for væbnet røveri.
Tekniske undersøgelser viste, at King blev dræbt med en riffel ligesom Rays, en Remington Gamemaster, men ikke at det faktisk var Rays riffel, der var mordvåbnet. På et badeværelse i et pensionat tæt ved Kings motel fandt politiet Rays fingeraftryk på både en riffel, der var blevet affyret, en kikkert, noget tøj og en avis; og man antog, Ray havde skudt King fra badeværelsesvinduet. Øjenvidner til drabet fortalte dog, at det ikke lød, som om skuddene kom fra dette vindue, men fra et buskads i nærheden - et buskads, som blev ryddet få dage efter attentatet.
På den brandstation, som lå lige overfor Kings motel, og nabo til pensionatet, hvor man fandt James Earl Rays fingeraftryk, var der udstationeret politifolk til at overvåge King. Disse politifolk var vidne til drabet, og umiddelbart efter skyndte de sig over på motellet, hvor de gav King førstehjælp. Modsætningsforholdet generelt mellem King og FBI, politiets tilstedeværelse ved motellet, og det faktum, at politiet ikke udsendte nogen efterlysning af drabsmanden (en såkaldt APB), har ført til spekulationer om, at FBI var indblandet i Kings død.
I 1999 vandt Kings efterladte et civilt søgsmål mod Loyd Jowers og "andre ukendte medsammensvorne" om meddelagtighed i Kings død. Jowers, som ejede en restaurant i nærheden af motellet, hævdede at have modtaget 100.000 dollar for at sørge for, at King blev myrdet. En jury på seks hvide og seks sorte fandt, at Jowers var skyldig i medvirken til sammensværgelse, som man desuden fandt, involverede offentlige myndigheder. King-familien blev repræsenteret af New York-advokaten William F. Pepper, som også havde arbejdet for, at Ray kunne få sin retssag.
I 2000 undersøgte det amerikanske justitsministerium Jowers' påstande, uden at finde bevis for nogen sammensværgelse, og man anbefalede ikke at undersøge sagen yderligere, medmindre der dukkede noget nyt op. I 2002 hævdede præsten Ronald Denton Wilson i en artikel i The New York Times, at hans far, Henry Clay Wilson — og ikke James Earl Ray — havde stået bag mordet på Martin Luther King. "Motivet var ikke racistisk," hævdede Wilson, men at hans far mente, at King havde forbindelse til kommunister, og derfor skulle han væk." Wilson fremlagde ikke noget bevis for sin påstand.
King-eksperterne David Garrow og Gerald Posner er ikke enige i William F. Peppers påstand om, at myndighederne stod bag mordet på King. I 2003 udgav Pepper en bog om den langvarige efterforskning og retssag, samt om sit arbejde med at hjælpe James Earl Ray til en retssag. Her fastholdt Pepper sin påstand om, at myndighederne stod bag.
James Bevel, Kings ven og kollega, har også bestridt, at Ray alene stod bag: "En 'ti-cents' hvid dreng ville aldrig kunne udtænke en plan om at dræbe en 'million dollar' sort mand." I 2004 udtalte Jesse Jackson, som overværede Kings død: "Det er en kendsgerning, at nogle ville sabotere demonstrationen. Og i vores egen organisation fandt vi en nøgleperson, som var på myndighedernes lønningsliste. Så med infiltration indefra, sabotører udefra og pressens angreb...Jeg kommer aldrig til at tro på, at James Earl Ray havde hverken motiv, penge eller snarrådighed nok til at have gjort det selv. Vores regering var stærkt indblandet i at forberede attentatet, og også i at skaffe James Earl Ray af vejen."

## Religiøs og politisk overbevisning
Mens King studerede på Crozer Theological Seminary i Pennsylvania, stiftede han bekendtskab med en lang række tænkere, der kom til at påvirke hans intellektuelle udvikling. Han afviste således Karl Marx’ materialistiske udgangspunkt, men fastholdt alligevel "en kapitalismekritik resten af sit liv".  King stiftede også bekendtskab med idéen om "det sociale evangelium" (social gospel) til sig. Denne idé, som blev udviklet af præsten Walter Rauschenbusch,  bygger på idéen om bruge kristne, etiske idéer i arbejdet med sociale problemer. Mens King studerede ved Crozer, udviklede han et teologisk udgangspunkt, der forenede hans baggrund i den afroamerikanske baptistkirke med den såkaldte liberalteologi.

### Religion
Med en baggrund som præst var Kings vigtigste inspiration Jesus og de kristne evangelier, som han næsten altid citerede ved religiøse møder, i sine taler og i offentlig debat. Kings tro var stærkt forankret i de kristne bud om at elske din næste som dig selv, elske Gud, elske sine fjender, og bede for dem og velsigne dem. Hans ikkevoldelige tankesæt var også knyttet til den kristne tanke om "at vende den anden kind til" fra Bjergprædikenen, og Jesu formaning om at stikke sværdet tilbage i skeden (Mattæus-evangeliet 26:53).
Borgerretslederen, teologen og pædagogen Howard Thurman, som havde gået i klasse med Kings far på Morehouse College, påvirkede den unge King, da Thurman underviste King og hans venner. Thurman havde som missionær rejst udenlands og bl.a. mødt Mahatma Gandhi. Mens King var student ved Boston University, besøgte han ofte Thurman, som da var domprovst ved Marsh Chapel. Walter Fluker, som har studeret Thurmans forfatterskab, har uttalt: "Jeg tror ikke, vi havde fået en Martin Luther King uden en Howard Thurman".

### Ikkevold
Med støtte fra kvækergruppen, American Friends Service Committee og inspireret af Gandhis succes med at bruge ikkevold i den politiske kamp, besøgte King i 1959 Gandhis fødested. Denne rejse til Indien kom på afgørende vis til at påvirke ham og øge hans forståelse af den ikkevoldelige politiske metode og hans engagement i kampen om amerikanernes borgerrettigheder. I en radiotale han holdt den sidste aften under besøget i Indien, sagde han: "Efter mit besøg i Indien er jeg mere end nogensinde overbevist om, at ikkevoldelig modstand er det mest kraftfulde våben, undertrykte folk har til rådighed i deres kamp for retfærdighed og menneskelig værdighed. Mahatma Gandhi legemliggjorde i sit liv bestemte universale principper som er uadskillelige i universets moralske struktur, og disse principper er lige så uundgåelige som loven om tyngdekraften."
Borgerretsforkæmperen Bayard Rustin, som også havde studeret Gandhis lære, havde siden 1940-erne brugt ikkevold som politisk metode. Rustin fungerede som Kings vigtigste rådgiver og mentor under hans tidlige aktivisme, og Rustin var hovedorganisator for marchen mod Washington i 1963. Rustins åbenlyse homoseksualitet, støtte til demokratisk socialisme og tidligere bånd til det amerikanske kommunistparti, fik imidlertid mange både hvide og afroamerikanske ledere til at kræve, at King distancerede sig fra Rustin.

### Politik
I 1957 var King med til at grundlægge borgerrettigheds-paraplyorganisationen Southern Christian Leadership Conference (SCLC). Som gruppens leder opretholdt King en politik med ikke offentligt at støtte noget amerikansk politisk parti eller nogen kandidat: "Jeg mener, man her må stå udenfor partigrupperingene, så man kan se objektivt på begge partier og være samvittighed for begge — ikke tjener eller herre for nogen af dem." 
I et interview i 1958 udtrykte han det synspunkt, at ingen af partierne var perfekte: "Jeg tror ikke det republikanske parti er fyldt med den almægtige Gud, og heller ikke det demokratiske parti. De har begge svagheder...Og jeg er ikke uløseligt knyttet til nogen af dem." 
King kritiserede begge partiers indsats for at fremme ligestilling mellem racerne:
"Faktisk er negrene blevet forrådt af både det republikanske og det demokratiske parti. Demokraterne har forrådt os ved at kapitulere over for forskruede og lunefulde [sydstatsdemokrater]. Republikanerne har forrådt os ved at kapitulere over for det støjende hykleri på den reaktionære højrefløj i nordstaterne. Og denne koalition mellem sydstaternes "dixiekrater" og højrefløjens reaktionære nordstatsrepublikanere bekæmper hvert eneste lovforslag om borgerlige rettigheder."
Selv om King aldrig offentligt støttede noget politisk parti eller nogen kandidat til præsidentembedet, skrev han i et brev til en borgerretsforkæmper i oktober 1956, at han var usikker på om han til præsidentvalget det år skulle stemme på Adlai Stevenson eller Dwight Eisenhower, men tidligere havde han "altid stemt på demokraterne".
I sin selvbiografi skrev King, at han ved valget i 1960 stemte på den demokratiske kandidat John F. Kennedy: "Jeg mente, at Kennedy ville blive den bedste præsident. Jeg er aldrig gået ud med støtte. Min far gjorde det, men jeg gjorde det ikke." King tilføjede, at han sandsynligvis ville have gjort en undtagelse ved valget i 1964: "Havde præsident Kennedy levet, ville jeg formentlig have støttet ham i 1964."

### Erstatning
King havde den opfattelse, at afroamerikanere, foruden andre vanskeligt stillede amerikanere, burde have ret til erstatning for påførte historiske uretfærdigheder. I et interview med magasinet Playboy i 1965 sagde han, at kun at give sorte amerikanere lighed for loven, ikke kom til at fjerne det økonomiske gab mellem dem og de hvide. King ønskede fx ikke fuld lønkompensation til slavernes efterkommere, noget han mente var ugennemførligt, men foreslog et erstatningsprogram fra myndighederne på 50 milliarder dollar over ti år til alle vanskeligt stillede samfundsgrupper.
Han hævdede at penge givet som erstatning ville være mere end rigeligt berettiget, gennem de fordele, det ville give det amerikanske samfund: en enorm nedgang i antal elever som droppede ud af skolen, foruden familier, der gik i opløsning, kriminalitet, børn født udenfor ægteskab, oprør og andre sociale ulykker. Han præsenterede denne idé som en anvendelse af begrebet common law om afklaring af ubetalt arbejde; men klargjorde samtidig, at pengene ikke kun skulle gives til sorte. Han slog fast, at de burde komme vanskeligt stillede fra alle etniske grupper til gavn.

### Prædikener og taler
King holdt mange taler, hvor han gjorde brug af sin baggrund som præst. Han sagde herom: "I stille stunder med mit hjerte er jeg mest af alt præst, baptistisk prædikant." Hans mest kendte tale, I Have a Dream ("Jeg har en drøm"), holdt han 28. august 1963. Her krævede han etnisk lighed og afslutning på al racistisk diskriminering. Talen, som han holdt på trapperne foran Lincolnmonumentet under marchen mod Washington, blev et vendepunkt i borgerretskampen i 1960'erne. Talen blev overværet af mere end 200.000 mennesker, og anses som en af de vigtigste og mest betydningsfulde amerikanske taler i 1900-tallet. Som politisk leder i borgerretskampen og som beskeden baptistpræst udviklede King sig og modnedes gennem sit korte liv.
Omfanget af hans retoriske begavelse kom allerede til udtryk i talen The Three Dimensions of a Complete Life, som han holdt ved sin prøveprædiken ved Dexter Avenue Baptist Church i 1954, og siden holdt hvert år resten af sit liv.

## Betydning og eftermæle
Kings største bedrift var forbedringen af de amerikanske borgerrettigheder. Få dage efter han blev skudt vedtog Kongressen loven Civil Rights Act of 1968. Lovens afsnit VIII, kendt som Fair Housing Act, forbød diskrimination mht race, religion eller etnicitet (senere udvidet til også at omfatte køn, ægtestand og handicap) på ejendomsmarkedet. Dette afsnit af loven blev set som en hyldest til Kings kamp i sine sidste år mod diskrimination af sorte boligsøgende amerikanere.
Uden for USA fik King bl.a. betydning for kampen for borgerrettigheder i Sydafrika, hvor hans kampagner og skrifter var inspiration for borgerrettighedslederen Albert Lutuli, som bekæmpede styrets apartheid-politik og belønnedes herfor i 1960 med Nobels Fredspris. King fik også betydning for den nordirske politiker og aktivist John Hume. Som leder af Social Democratic and Labour Party fandt Hume inspiration hos King i sit arbejde i den nordirske borgerrettighedsbevægelse, som førte til underskrivelsen af Belfastaftalen i 1998, og Hume beskrev King som "en af mine store helte i dette århundrede."
Dagen efter Kings død afholdt skolelærer Jane Elliott sin første 'blå øjne/brune øjne'-øvelse for sine folkeskoleelever i Riceville, Iowa. (For at eleverne kunne prøve racediskrimination på deres egne kroppe, inddelte hun klassen af otteårige (udelukkende) hvide børn i dem med blå øjne og dem med brune øjne. Dem med brune øjne fik brune kraver på, så de var nemme at genkende, blev sat bagerst i klassen, fik ikke tilbudt en ekstra portion frokost, måtte ikke lege med dem med blå øjne, og blev mobbet med deres øjenfarve, både af læreren og klassekammeraterne. Efter en uge blev rollerne byttet om.) Øvelsens formål var at lære børnene at forstå racismens væsen og Kings bevæggrunde for sine kampagner, noget som ellers ikke optog folk i hvide amerikanske kvarterer og byer synderligt.
King er blevet et ikon i amerikanske liberale og progressive kredse. Kings enke Coretta Scott King fortsatte sin mands arbejde som aktivist inden for social retfærdighed og borgerrettigheder til sin død i 2006. Det år hun blev enke oprettede hun i Atlanta i Georgia King Center, både til minde om King og til kampen for udbredelsen over hele verden af tolerance og ikke-voldelig konflikthåndtering. Efter Coretta Kings død har både sønnen Dexter King og senere datteren Bernice King fungeret som formand for centeret.
I 1971 indførte St. Louis i Missouri en årlig helligdag til ære for King. Præsident Ronald Reagan underskrev i 1983 en lov som indførte denne helligdag, Martin Luther King Jr Day, over hele USA, og den blev afholdt første gang 20 januar 1986. Siden 1992 er dagen fastlagt til tredje mandag i januar, tæt på Kings fødselsdag. 17 januar 2000 afholdtes helligdagen for første gang i alle 50 delstater, efter at Arizona (1992), New Hampshire (1999) og Utah (2000) som de sidste havde indført helligdagen. I Utah havde man også tidligere afholdt dagen, men under navnet Human Rights Day.
I kvarteret Engholmene i Københavns sydhavn er vejnavnene opkaldt efter modtagere af Nobels Fredspris, heriblandt Martin Luther Kings Vej.

### Udvalgte værker på dansk
- King, Martin Luther (1969/1958) Et skridt mod friheden. København: Jespersen og Pios Forlag.
- King, Martin Luther (1965) Vi kan ikke vente. København: Jespersen og Pios Forlag.
- King, Martin Luther (1967) Kaos eller Fællesskab. København: Jespersen og Pios Forlag.

### Udvalgte tekster
- King, Martin Luther (1963) ”Letter from Birmingham Jail Arkiveret 18. oktober 2016 hos  Wayback Machine” (brev)
- King, Martin Luther (1963) ”I Have a Dream Arkiveret 18. oktober 2016 hos  Wayback Machine” (tale)
- King, Martin Luther (1967) ”Time to Break Silence” (tale)
- King, Martin Luther (1968) ”I Have Been to the Mountaintop” (tale)